# Lauri Malmberg
 (mai 2020).
Si vous disposez d'ouvrages ou d'articles de référence ou si vous connaissez des sites web de qualité traitant du thème abordé ici, merci de compléter l'article en donnant les références utiles à sa vérifiabilité et en les liant à la section « Notes et références ».
Pour les articles homonymes, voir Malmberg.
Lauri Karl Thorvald Malmberg en finnois (Kaarlo Torvald 'Mala' Malmberg Lauri) né le 8 mai 1888 à Helsinki, mort le 14 mars 1948 à Helsinki est un militaire finlandais ayant combattu pour la Triplice durant la Première Guerre mondiale, puis dans les forces de libération de la Finlande. Il est ensuite général en chef de l'armée finlandaise.

## Généalogie
Lauri Malmberg est le fils de Aïno Malmberg, enseignant écrivain et homme politique (socialiste) et Émilie Othniel il épouse Ragni Stahlberg en 1918.

## Biographie

### Études
Lauri Malmberg fait des études à Helsinki en génie mécanique jusqu'en 1914 ; il fait un certain nombre de voyages à l'étranger (Suède, Angleterre, Allemagne).

### Première Guerre mondiale
Lauri Malmberg fait partie des premiers volontaires qui rejoignent l'Allemagne pour suivre une formation (Lockstedter en Holstein fondée par Guillaume II) militaire. Il sert comme artilleur du 27e bataillon de chasseurs sous les ordres du major Bayer. En 1916 il sert près de la rivière Misa (front de l'est) dans le Golfe de Riga.

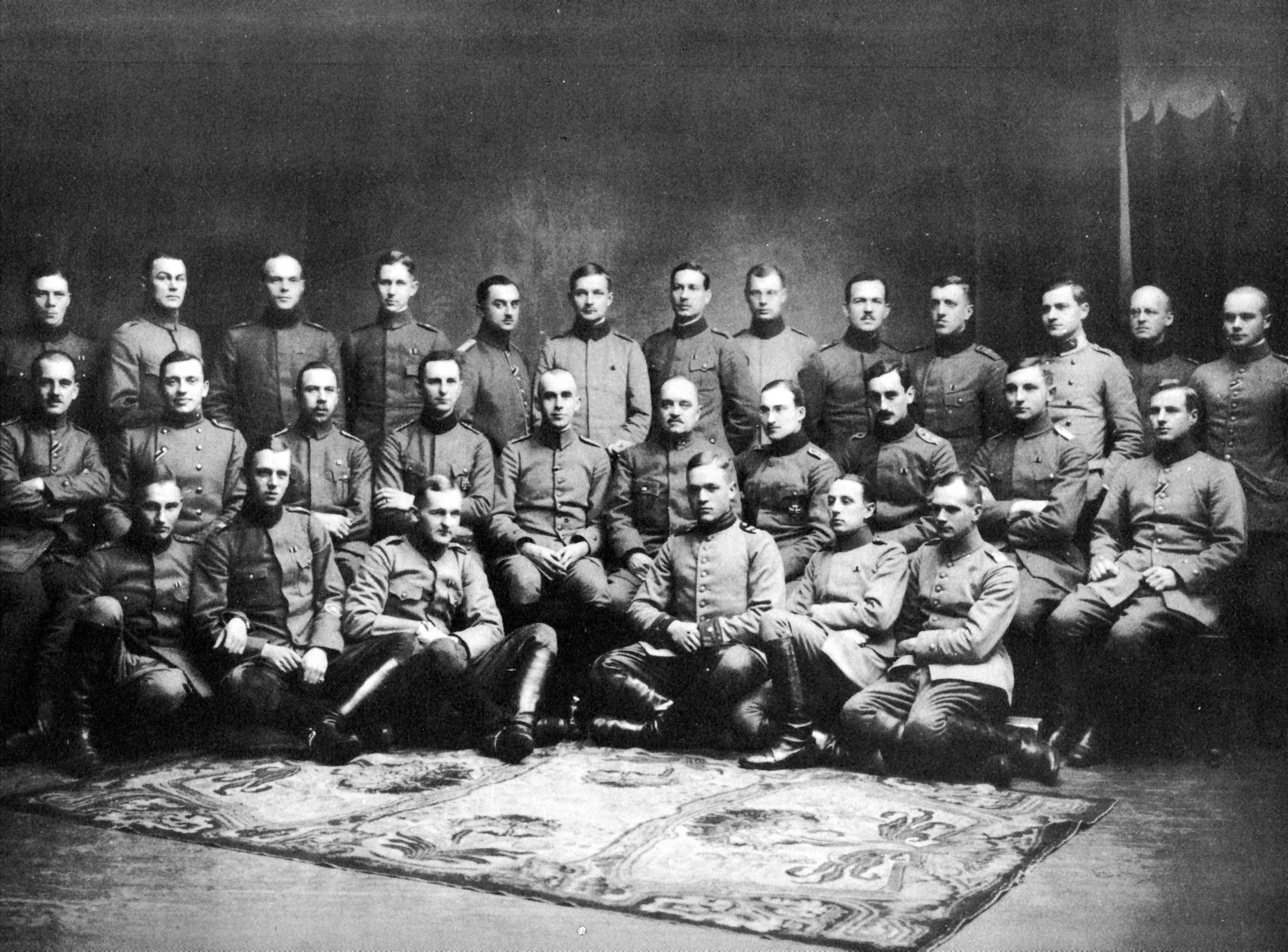
bataillon de volontaires; automne 1917. Bas: Oberzugf. Hugo Österman, zugf. Eric Schauman, oberzugf. Gabriel von Bonsdorff, zugf. Paul Ljungberg, oberzugf. Karl Mandelin, zugf. Einar Johansson. Milieu: lieutenant Franzen, lieutenant Huyssen, lieutenant Rüets, capitaine Ulrich von Coler, capitaine Eduard Ausfeld, tohtori Valter Sivén, yliluutnantti Stahel, Luutnantti Mellis, lieutenant Könnecke, Dr Yrjö Salminen. Haut: oberzugf. Lauri Malmberg, oberzugf. Maximilian Savonius, oberzugf. Erik Heinrichs, oberzugf. Harald Öhquist, CFO Arp, hauptzugf. Torsten Jernström, zugf. Torsten Lesch, oberzugf. Karl Oesch, zugf. Knut Solin, Dr, zugf. Lars Homén, zugf. Gustaf Taucher.

### Guerre civile finlandaise
Lauri Malmberg retourne en Finlande comme commandant en février 1918, dans les Gardes Blanches (valkoiset), contre les Gardes Rouges (punaiset), il est assigné à Pietarsaari où son travail était de former les artilleurs. À la prise de Tampere (28 janvier-15 mai 1918), il est nommé commandant pour former l'artillerie, il prend part au siège de Vyborg (8 mai 1918).

### Entre-deux-guerres
Bien que la situation politique soit instable, il est confirmé comme commandant de la garde civile et sert comme ministre de la Défense dans le second cabinet d'Ingman (1924-25).

### Fonctions
Membre du Comité du Drapeau de l'Armée en 1919, membre de l'armée Irvirkaikäkomitean de 1919 à 1924. Président de la première division de la Cour d'honneur de 19 à 21. Dirigeant syndicaliste de 1920 à 1922 (Ligue du Peuple). Président (1921-22) de Révision de la Défense et membre de cette même instance de 1923 à 24. Membre du Conseil de la Défense en 1925, membre du conseil de la Rose Blanche de Finlande à partir de 1925 et président de la commission de 1926 à 1928.

### Guerre d'hiver
Son poste est confirmé lors de la Rébellion de Mäntsälä en 1932 ainsi que la Garde Blanche.
Il devient chef d'état-major lors de la Guerre d'Hiver jusqu'à ce qu'il prenne sa retraite en 1945.
Lauri Malmberg est enterré au Cimetière de Hietaniemi d'Helskinki.

## Décorations et promotions
| Avancement | Décorations | Ordres |
| - Gruppenführer 2 septembre 1915 - Zugführer 24 décembre 1916 - Oberzugführer 30 septembre 1917[réf. nécessaire] - Commandant 11 février 1918 - Lt-colonel 3 mai 1918 - colonel 6 décembre 1922 - Général 6 décembre 1927 - général d'armée 16 mai 1936 | ordre royal norvégien grand croix · Italian St Maurice et Lazard · Ordre du Lion de Finlande · Rose blanche 1re classe · chevalier grand croix de l'Ordre du Danemark · Italian Grand Croix de l'ordre de la Couronne · Tueur d'Ours Grand Croix · Olaf Grand croix de l'étoile Polaire · Aigle Blanc d'Allemagne · Étoile de St Maurice et Lazard | - Ordre du Lion de Finlande - Rose blanche 1re classe - Ordre de la Croix de la Liberté 1re classe - Ordre de la Croix de la Liberté 2e classe en fer - Ordre de la Croix de la Liberté 3e classe en fer - médaille commémorative de la guerre avec boucle - médaille de la Guerre d'Hiver - médaille de la protection civile 1re classe pour le mérite - médaille Pour le Mérite - marque des Chasseurs - Grand Croix de l'Ordre royal de Dannebrog - Estonie croix de l'aigle 1re classe - Chevalier grand croix de la Couronne d'Italie - Chevalier grand croix du tueur d'ours Letton - Olaf le grand Norvège - Grand croix de l'Ordre de l'Épée Suède - Ordre de l'Aigle allemand 2e classe. - commandeur I classe - Ordre Polonia Restituta - transversale de la liberté lettone 1re classe. - Ordre letton du tueur d'ours 2e classe - Croix de Vytis 2eclasse - Croix de fer 2eclasse - Croix du mérite de guerre - Gardiens de l'ordre du mérite Lettonie - Gardiens de l'ordre du mérite Lituanie - médaille d'or des organisations militaires suédoise |

## Sources
- (ru) Cet article est partiellement ou en totalité issu de l’article de Wikipédia en russe intitulé « Мальмберг, Лаури » (voir la liste des auteurs).

- (fi) Cet article est partiellement ou en totalité issu de l’article de Wikipédia en finnois intitulé « Lauri Malmberg » (voir la liste des auteurs).